# Tomislav Rukavina
Tomislav Rukavina (Osijek, 14 ottobre 1974) è un allenatore di calcio ed ex calciatore croato, di ruolo centrocampista.

## Biografia
Suo figlio Gabriel è a sua volta un calciatore professionista.

## Carriera

### Giocatore
Ha militato prevalentemente in Croazia, vestendo le maglie di Osijek, NK Zagabria, Dinamo Zagabria (con cui ha vinto 4 campionati nazionali) e Hajduk Spalato (con cui ha terminato la carriera calcistica nel 2005).
Durante la sessione invernale del calciomercato della stagione 1999/2000 passò al Venezia (allora in Serie A), restandovi fino al 2003.
Ha collezionato 5 presenze con la Nazionale di calcio croata dal 1996 al 1999.

### Allenatore
Nel maggio 2018 ha guidato la sezione U-19 della Dinamo Zagabria alla vittoria della Blue Stars/FIFA Youth Cup, vinta in finale contro il Young Boys.
L'8 febbraio 2019 viene nominato commissario tecnico della nazionale Under-17 croata per poi, il 29 giugno 2022, venir sollevato da tale incarico.

## Statistiche

### Cronologia presenze e reti in nazionale
| Cronologia completa delle presenze e delle reti in nazionale ― Croazia | Cronologia completa delle presenze e delle reti in nazionale ― Croazia | Cronologia completa delle presenze e delle reti in nazionale ― Croazia | Cronologia completa delle presenze e delle reti in nazionale ― Croazia | Cronologia completa delle presenze e delle reti in nazionale ― Croazia | Cronologia completa delle presenze e delle reti in nazionale ― Croazia | Cronologia completa delle presenze e delle reti in nazionale ― Croazia | Cronologia completa delle presenze e delle reti in nazionale ― Croazia |
| Data                                                                   | Città                                                                  | In casa                                                                | Risultato                                                              | Ospiti                                                                 | Competizione                                                           | Reti                                                                   | Note                                                                   |
| ---------------------------------------------------------------------- | ---------------------------------------------------------------------- | ---------------------------------------------------------------------- | ---------------------------------------------------------------------- | ---------------------------------------------------------------------- | ---------------------------------------------------------------------- | ---------------------------------------------------------------------- | ---------------------------------------------------------------------- |
| 28-2-1996                                                              | Fiume                                                                  | Croazia                                                                | 2 – 1                                                                  | Polonia                                                                | Amichevole                                                             | -                                                                      | 87’                                                                    |
| 22-4-1998                                                              | Osijek                                                                 | Croazia                                                                | 4 – 1                                                                  | Polonia                                                                | Amichevole                                                             | -                                                                      | 64’                                                                    |
| 4-9-1999                                                               | Zagabria                                                               | Croazia                                                                | 1 – 0                                                                  | Irlanda                                                                | Qual. Euro 2000                                                        | -                                                                      | 51’                                                                    |
| 9-10-1999                                                              | Zagabria                                                               | Croazia                                                                | 2 – 2                                                                  | Jugoslavia                                                             | Qual. Euro 2000                                                        | -                                                                      |                                                                        |
| 13-11-1999                                                             | Saint-Denis                                                            | Francia                                                                | 3 – 0                                                                  | Croazia                                                                | Amichevole                                                             | -                                                                      | 75’                                                                    |
| Totale                                                                 |                                                                        | Presenze                                                               | 5                                                                      |                                                                        | Reti                                                                   | 0                                                                      |                                                                        |

| Cronologia completa delle presenze e delle reti in nazionale ― Croazia under 21 | Cronologia completa delle presenze e delle reti in nazionale ― Croazia under 21 | Cronologia completa delle presenze e delle reti in nazionale ― Croazia under 21 | Cronologia completa delle presenze e delle reti in nazionale ― Croazia under 21 | Cronologia completa delle presenze e delle reti in nazionale ― Croazia under 21 | Cronologia completa delle presenze e delle reti in nazionale ― Croazia under 21 | Cronologia completa delle presenze e delle reti in nazionale ― Croazia under 21 | Cronologia completa delle presenze e delle reti in nazionale ― Croazia under 21 |
| Data                                                                            | Città                                                                           | In casa                                                                         | Risultato                                                                       | Ospiti                                                                          | Competizione                                                                    | Reti                                                                            | Note                                                                            |
| ------------------------------------------------------------------------------- | ------------------------------------------------------------------------------- | ------------------------------------------------------------------------------- | ------------------------------------------------------------------------------- | ------------------------------------------------------------------------------- | ------------------------------------------------------------------------------- | ------------------------------------------------------------------------------- | ------------------------------------------------------------------------------- |
| 17-3-1993                                                                       | Varaždin                                                                        | Croazia under 21                                                                | 1 – 1                                                                           | Slovenia under 21                                                               | Amichevole                                                                      | -                                                                               |                                                                                 |
| 19-4-1994                                                                       | Myjava                                                                          | Slovacchia under 21                                                             | 1 – 0                                                                           | Croazia under 21                                                                | Amichevole                                                                      | -                                                                               |                                                                                 |
| 18-5-1994                                                                       | Győr                                                                            | Croazia under 21                                                                | 1 – 1                                                                           | Ungheria under 21                                                               | Amichevole                                                                      | -                                                                               |                                                                                 |
| 3-9-1994                                                                        | Pärnu                                                                           | Estonia under 21                                                                | 1 – 2                                                                           | Croazia under 21                                                                | Qual. Europeo Under-21 1996                                                     | -                                                                               |                                                                                 |
| 8-10-1994                                                                       | Zagabria                                                                        | Croazia under 21                                                                | 2 – 0                                                                           | Lituania under 21                                                               | Qual. Europeo Under-21 1996                                                     | -                                                                               |                                                                                 |
| 16-11-1994                                                                      | Caltanissetta                                                                   | Italia under 21                                                                 | 2 – 1                                                                           | Ucraina under 21                                                                | Qual. Europeo Under-21 1996                                                     | -                                                                               | 53’                                                                             |
| 11-6-1995                                                                       | Kiev                                                                            | Ucraina under 21                                                                | 1 – 1                                                                           | Croazia under 21                                                                | Qual. Europeo Under-21 1996                                                     | -                                                                               | 51’                                                                             |
| 2-9-1995                                                                        | Varaždin                                                                        | Croazia under 21                                                                | 1 – 0                                                                           | Estonia under 21                                                                | Qual. Europeo Under-21 1996                                                     | -                                                                               |                                                                                 |
| 5-10-1995                                                                       | Varaždin                                                                        | Croazia under 21                                                                | 2 – 2                                                                           | Italia under 21                                                                 | Qual. Europeo Under-21 1996                                                     | -                                                                               | 53’ 55’                                                                         |
| 22-5-1996                                                                       | Manaus                                                                          | Brasile under 21                                                                | 1 – 1                                                                           | Ungheria under 21                                                               | Amichevole                                                                      | -                                                                               |                                                                                 |
| Totale                                                                          |                                                                                 | Presenze                                                                        | 10                                                                              |                                                                                 | Reti                                                                            | 0                                                                               |                                                                                 |

## Palmarès

### Giocatore

#### Competizioni nazionali
- Campionato croato: 6

Dinamo Zagabria: 1995-1996, 1996-1997, 1997-1998, 1998-1999
Hajduk Spalato: 2003-2004, 2004-2005
- Coppa di Croazia: 2

Dinamo Zagabria: 1995-1996, 1996-1997, 1997-1998
- Supercoppa di Croazia: 1

Hajduk Spalato: 2004

### Allenatore

#### Competizioni giovanili
- Blue Stars/FIFA Youth Cup: 1

Dinamo Zagabria: 2018